# Antocha turkestanica
Antocha turkestanica là một loài ruồi trong họ Limoniidae. Chúng phân bố ở miền Cổ bắc.